# پوسیانو
پوسیانو (به ایتالیایی: Pusiano) یک کومونه در ایتالیا است که در استان کومو واقع شده‌است.

## خصوصیات
پوسیانو ۳٫۲ کیلومترمربع مساحت و ۱٬۲۲۵ نفر جمعیت دارد.